# Västmanlands runinskrifter 11
Västerås runinskrifter 11 är ett nu försvunnet vikingatida runstensfragment som hittades 1723 i Smäcken, Västerås och Västerås kommun. Fragmentet fördes till Västerås domkyrka och lades i kyrkgolvet. Stenen har eftersökt vid flera tillfällen men inte återfunnits. Den har troligen varit försvunnen sedan slutet av 1700-talet. Stenens mått är ungefär 150 x 65 centimeter.

## Inskriften
Translitterering av runraden:
[: kufri : auk : hoburi... ... ...sla : ...þ... : man :]
Normalisering till runsvenska:
Guðfriðr(?)/Kufri(?) ok Holmbior[n](?) ... [Gi]sla(?) [go]ð[an](?) mann.
Översättning till nusvenska:
Guðfríðr(?)/Kofri(?) och Holmbjǫrn(?) ... Gísli(?) en god(?) man.